# Metrominuto

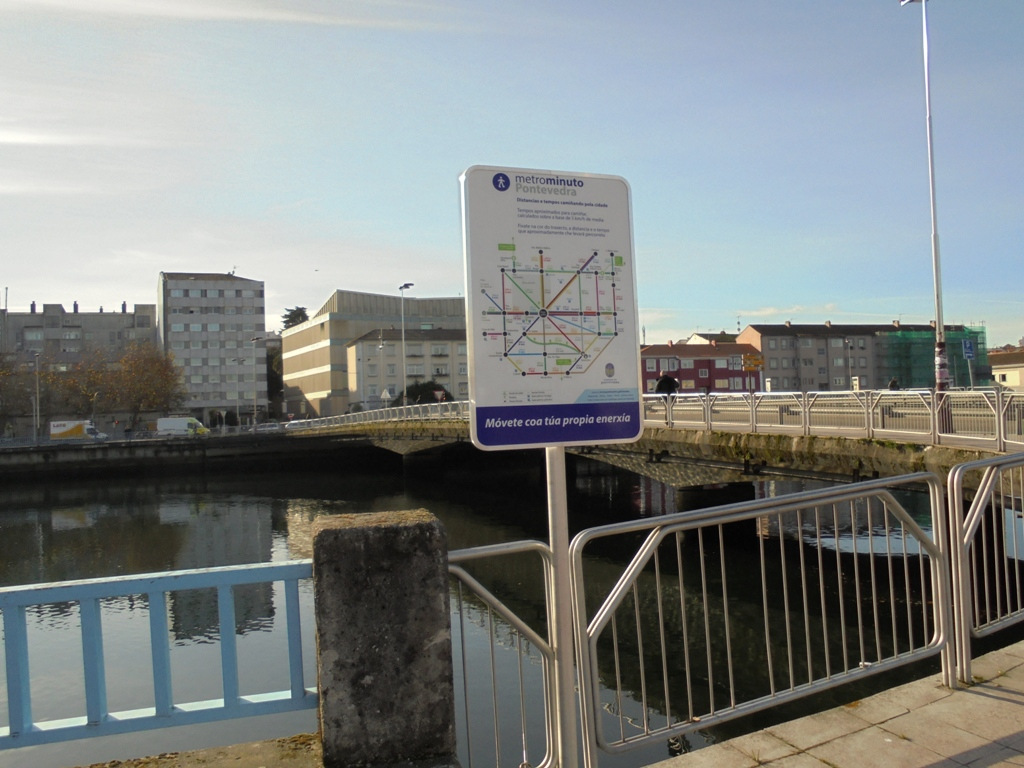
Sinal do Metrominuto em Pontevedra, cidade onde foi criado.

O Metrominuto é um mapa esquemático de peões baseado na estética dos planos de linhas de metro, marcando as distâncias entre os pontos mais importantes de uma cidade e o tempo que uma pessoa comum levaria para os percorrer. Foi concebido em Pontevedra (Espanha) para encorajar os cidadãos a deslocarem-se a pé.

## História
O Metrominuto foi criado em 2011 em Pontevedra, pela Câmara Municipal da cidade, com o objectivo de explicar o tempo necessário para andar de um ponto da cidade para outro de uma forma simples e fácil de ler, como parte de uma estratégia global de incentivo à pedonalização da cidade.
Desde a sua criação, o município de Pontevedra distribuiu o Metrominuto como um mapa de bolso, colocou-o nos transportes públicos, instalou-o como um painel informativo em toda a cidade, desenvolveu-o como uma aplicação móvel gratuita e promoveu-o com slogans como Mova-se com a sua própria energia ou Vive melhor a pé. Em maio de 2020 a cidade criou um Metrominuto específico para o bairro de Monte Porreiro.

## Reconhecimento
O Metrominuto e a transformação urbana de Pontevedra numa cidade amiga dos peões e acessível a todos ganhou inúmeros prémios espanhóis e internacionais, tais como o Prémio Europeu INTERMODES para a Mobilidade Urbana em 2013 e o Prémio Internacional de Melhores Práticas para o Desenvolvimento Sustentável de 2014 concedido por a ONU, em parceria com a Câmara Municipal do Dubai.

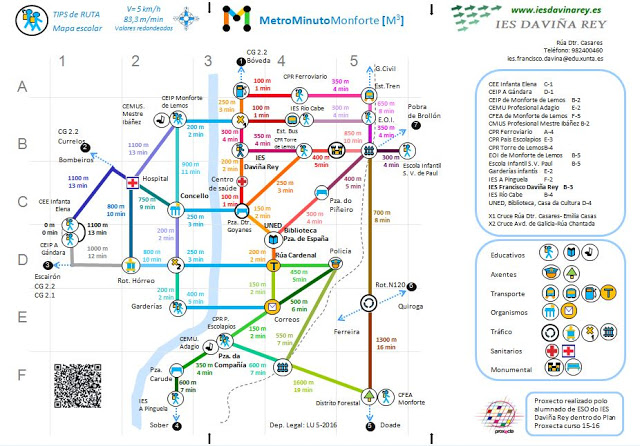
Um metrominuto

## Influência do Metrominuto
O Metrominuto foi introduzido, na sua própria configuração personalizada, em muitas cidades europeias, tais como Toulouse em França, Florença, Ferrara, Modena e Cagliari em Itália, Poznan na Polónia, Belgorod na Rússia, Barreiro, Moita, Montijo e Alcochete, em Portugal, o bairro londrino do Angel no Reino Unido e cidades espanholas tais como Saragoça, Sevilha, Cádis, Salamanca, Granada, Jerez de la Frontera, Corunha ou Pamplona.